# Giovanni Brusasca
Giovanni Brusasca (Cantarana, 17 ottobre 1872 – Milano, 31 maggio 1948) è stato un politico italiano.

## Biografia
Discendente da una dinastia imprenditoriale agricola si laurea in giurisprudenza a Torino per poi occuparsi dell'azienda agricola di famiglia. Cooperatore del parroco nella formazione religiosa è stato tra i promotori della cooperazione nel Casalese; ha fondato la Federazione Agraria Casalese, di cui diventa direttore, ed è consigliere della Federazione dei piccoli proprietari. Fonda inoltre una piccola compagnia assicurativa, operativa solo nel suo paese, denominata Mutua assicurazione contro gli incendi. Impegnato nell'Azione cattolica, di cui è presidente diocesano, nel 1919 si candida deputato nelle file del Partito popolare, e viene rieletto nel 1921. 